# Abutilon insigne
El abutilon rojo o campanilla (Abutilon insigne) es un arbusto de la familia de las malváceas, nativo de los Andes de Colombia .

## Descripción
Arbustivo, alcanza 3 m de altura, ramificado desde el suelo, con hojas anchas de 15 cm, lisas y alternas, peciolos largos y curvos. Flores tubulares rojas abundantes, con pedúnculos delgados; frutos color castaño en cápsula redonda, con múltiples semillas.

## Uso
Planta ornamental y melífera. Puede ser usada como forraje complementario en la cría de cuyes.